# Сіярстак-Єйлакі
Сіярстак-Єйлакі (перс. سیارستاق ییلاقی) — дегестан в Ірані, у бахші Рахімабад, в шагрестані Рудсар остану Ґілян. За даними перепису 2006 року, його населення становило 2478 осіб, які проживали у складі 795 сімей.

## Населені пункти
До складу дегестану входять такі населені пункти:
- Аґуз-Кале
- Аре-Чак
- Арус-Махале
- Базар-Махале
- Балтарк
- Валані
- Вішкі
- Ґірі
- Ґуґах
- Дарґах
- Дарсанак
- Деліджан
- Джір-Дег
- Джур-Дег
- Дуґал
- Зейді
- Казі-Чак
- Калає
- Калруд
- Кешає
- Кіяшкуль
- Лат-Махале
- Лашкан
- Ліг-Хані
- Ліясі
- Маєстан-Бала
- Маєстан-Паїн
- Махмуд-Лат
- Міянруд
- Ней-Дешт
- Ніясан
- Орком
- Парандан
- Парвіз-Хані
- Патанак
- Полестан
- Пуде
- Санґсаруд
- Сарде
- Сарем
- Сезаруд
- Сіавешкух
- Сіярстак
- Талабон
- Тукамджан
- Хомейр-Махале
- Чакал
- Чакан
- Чаканак
- Чакруд
- Шадрадж-е-Алія
- Шадрадж-е-Софлі
- Ясур